# Isambard Kingdom Brunel
 Der er for få eller ingen kildehenvisninger i denne artikel, hvilket er et problem. Du kan hjælpe ved at angive troværdige kilder til de påstande, som fremføres i artiklen.

Isambard Kingdom Brunel (født 9. april 1806, død 15. september 1859) var en britisk ingeniør, søn af Marc Isambard Brunel og Sophia Kingdom. Han er kendt for skabelsen af den bredsporede Great Western Railway, en serie berømte dampskibe og mange vigtige broer.
Selv om Brunels projekter ikke altid var succesfulde, indebar de ofte løsningen af ingeniørmæssige problemer. I sin korte karriere opnåede han mange ingeniørmæssige nyskabelser: fx bygningen af den første tunnel under en sejlbar flod og udviklingen af det første skruedrevne oceangående jernskib, det hidtil største skib (SS Great Britain). 
Brunel led i mange år af nyreproblemer. Han døde 53 år gammel af en blodprop. Han siges at have røget 40 cigarer om dagen og kun sovet fire timer.